# Cepheïde

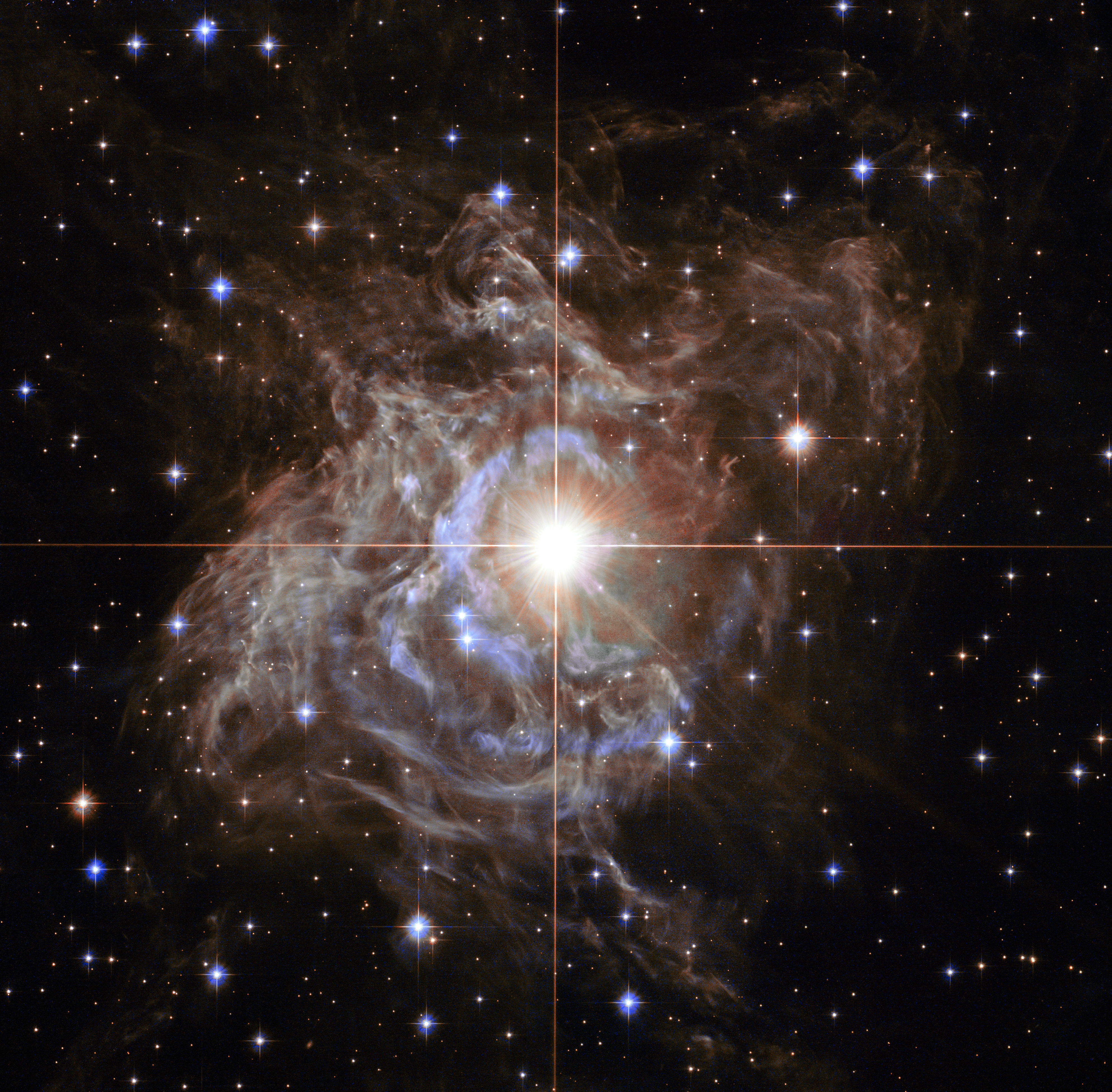
De ster RS Puppis is een van de felste Cepheïden in de Melkweg. Deze afbeelding is gemaakt met ruimtetelescoop Hubble.

Een Cepheïde is een ster die radiaal pulseert, veranderlijk in zowel diameter als temperatuur, waardoor ze veranderingen in lichtkracht vertoont. Deze sterren produceren hierbij stabiele en welbekende perioden en amplituden.
Een sterk direct verband tussen de periode en de absolute magnitude zorgt ervoor dat Cepheïden als belangrijke astronomische ijkpunten gebruikt kunnen worden. Deze robuuste eigenschap van klassieke Cepheïden werd in 1908 ontdekt door Henrietta Leavitt, nadat zij duizenden veranderlijke sterren bestudeerde in de Magelhaense wolken. Dankzij deze ontdekking kon de ware lichtkracht afgeleid worden door simpelweg de periode van pulsatie te observeren. Door de absolute magnitude dan te vergelijken met de schijnbare magnitude, kan de afstand tot de ster worden bepaald. Voor het bepalen van afstanden tot spiraalvormige sterrenstelsels of de Hubbleconstante worden ze dan ook veel gebruikt.

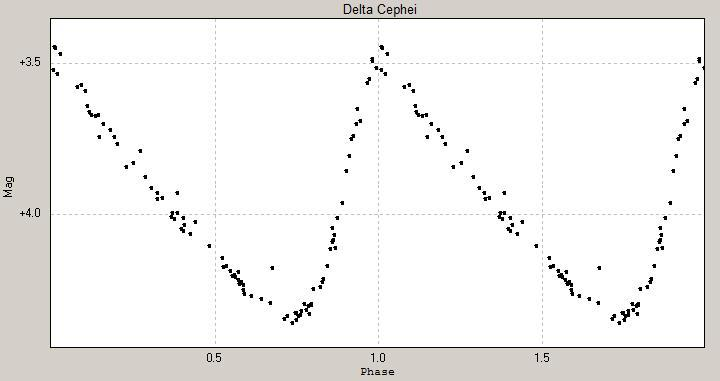
Lichtkromme van Delta Cephei

De term Cepheïde is afgeleid van het prototype Delta Cephei in het sterrenbeeld Cepheus, ontdekt door John Goodricke in 1784.
De periode van een Cepheïde ligt tussen 1 dag en enkele maanden, bij Delta Cephei is dat 5,366 dagen. De magnitude van Delta Cephei wisselt tussen 3,6 en 4,3, het spectraaltype varieert dan van F5 tot G2. De bekendste Cepheïde is Polaris.

## Klassen

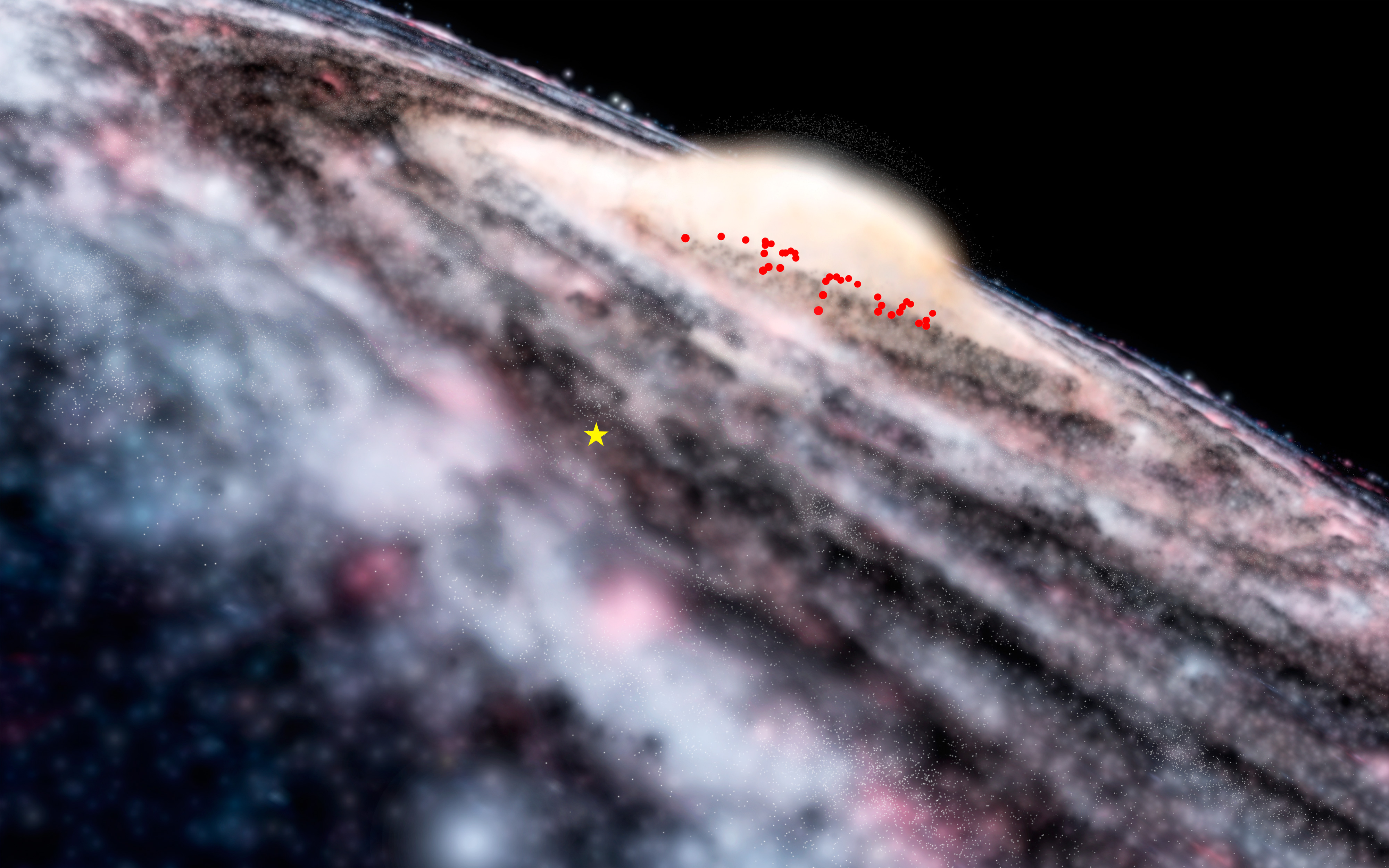
Deze afbeelding toont recent ontdekte Cepheïden (de rode stipjes) in de centrale verdikking van de Melkweg. De gele ster toont de locatie van de Zon.

Cepheïden worden verdeeld in twee onderklassen: klassieke Cepheïden en type II-Cepheïden. Deze klassen hebben duidelijk verschillende massa's, leeftijden en vertonen een andere evolutionaire geschiedenis.
Pulseringen van Delta Scuti-veranderlijken en RR Lyrae-veranderlijken worden veroorzaakt door hetzelfde mechanisme als bij Cepheïden: het kappa mechanisme. Dit is een verschijnsel waarbij materie minder doorzichtig wordt. Delta Scuti-veranderlijken zijn type A-sterren die zich op of nabij de hoofdreeks bevinden in het lagere gedeelte van de instabiliteitsstrip. Deze sterren heetten vroeger dwerg-Cepheïden. RR Lyrae-sterren hebben een korte periode en vindt men op de horizontale tak waar deze de instabiliteitsstrip doorkruist. Ook moeten Cepheïden niet verward worden met Beta Cephei-veranderlijken: dit zijn sterren van een vroeg type met een korte periode en kleine amplitude.

### De klassieke Cepheïden
Klassieke Cepheïden (ook wel aangeduid als Populatie I-Cepheïden, type I-Cepheïden of Delta Cepheïde-veranderlijken) vertonen pulseringen met zeer regelmatige perioden van enkele dagen tot maanden. Klassieke Cepheïden zijn populatie I-sterren en veranderlijke sterren, die zo'n 4 tot 20 keer de zonnemassa bevatten. Ze kunnen tot wel 100.000 keer zoveel lichtkracht hebben als de Zon. Deze Cepheïden zijn gele, felle reuzen en superreuzen met spectraalklassen F6 tot K2. De straal van zo'n ster kan miljoenen kilometers groter zijn tijdens een cyclus, toenames tot wel 25% van het totaal zijn mogelijk.
Klassieke Cepheïden worden gebruikt om afstanden tot andere sterrenstelsels te bepalen in de Lokale Groep en nog verder. Ook worden ze gebruikt bij het bepalen van de hubbleconstante. De klassieke Cepheïden werden ook gebruikt om tal van eigenschappen van ons eigen sterrenstelsel te bepalen, zoals hoe hoog de Zon ligt ten opzichte van het galactische oppervlak en ten opzichte van onze lokale spiraalstructuur van de Melkweg.
Een groep van klassieke Cepheïden met kleine amplituden en een sinusoïde lichtkromme wordt vaak als een klasse apart beschouwd, de s-Cepheïden. Hiervan pulseren veel in de eerste boventoon.

### Type II-Cepheïden

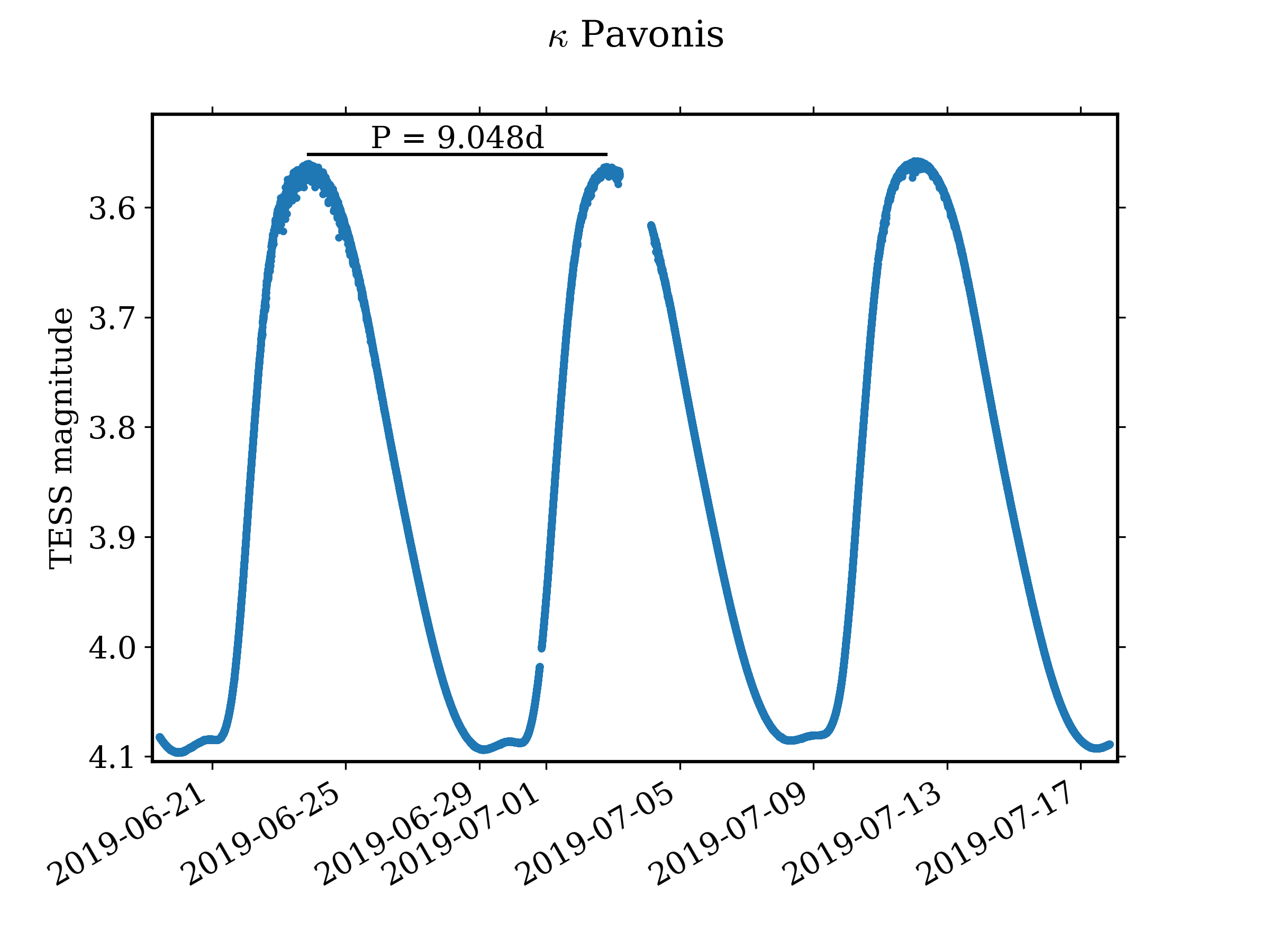
De lichtkromme van ster κ Pavonis, een type II-Cepheïde, gemeten door de Transiting Exoplanet Survey Satellite (TESS-ruimtetelescoop van NASA).

Type II-Cepheïden (ook wel populatie II-Cepheïden) zijn veranderlijke sterren uit populatie II die doorgaans pulseren met perioden van tussen 1 en 50 dagen. Type II-Cepheïden zijn meestal metaalarme, zeer oude (rond 10 miljard jaar) sterren van relatief weinig massa (ongeveer de helft van onze Zon). Deze type II-Cepheïden worden verdeeld in een aantal onderklassen, afhankelijk van de periode. Sterren met een periode tussen 1 en 4 dagen zijn de BL Herculis-veranderlijken. Is de periode 10 tot 20 dagen, dan noemen we ze de W Virginis-veranderlijken. Is de periode langer dan 20 dagen, heten ze RV Tauri-veranderlijken.
Type II-Cepheïden worden gebruikt om de afstand te bepalen tot het galactisch centrum, bolvormige sterrenhopen en sterrenstelsels.

### Onregelmatige Cepheïden
Er is nog een groep pulserende sterren op de instabiliteitsstrip met perioden van minder dan twee dagen, vergelijkbaar met RR Lyrae-veranderlijken, maar met grotere lichtkracht. Onregelmatige Cepheïden hebben een grotere massa dan type II-Cepheïden, RR Lyrae-veranderlijken en onze Zon. Het is nog niet duidelijk of dit jonge sterren zijn op de horizontale tak, of blauwe achterblijvers, die gevormd zijn door massaoverdracht tussen dubbelsterren. Wellicht is het allebei waar.

### Cepheïden met een dubbele modus

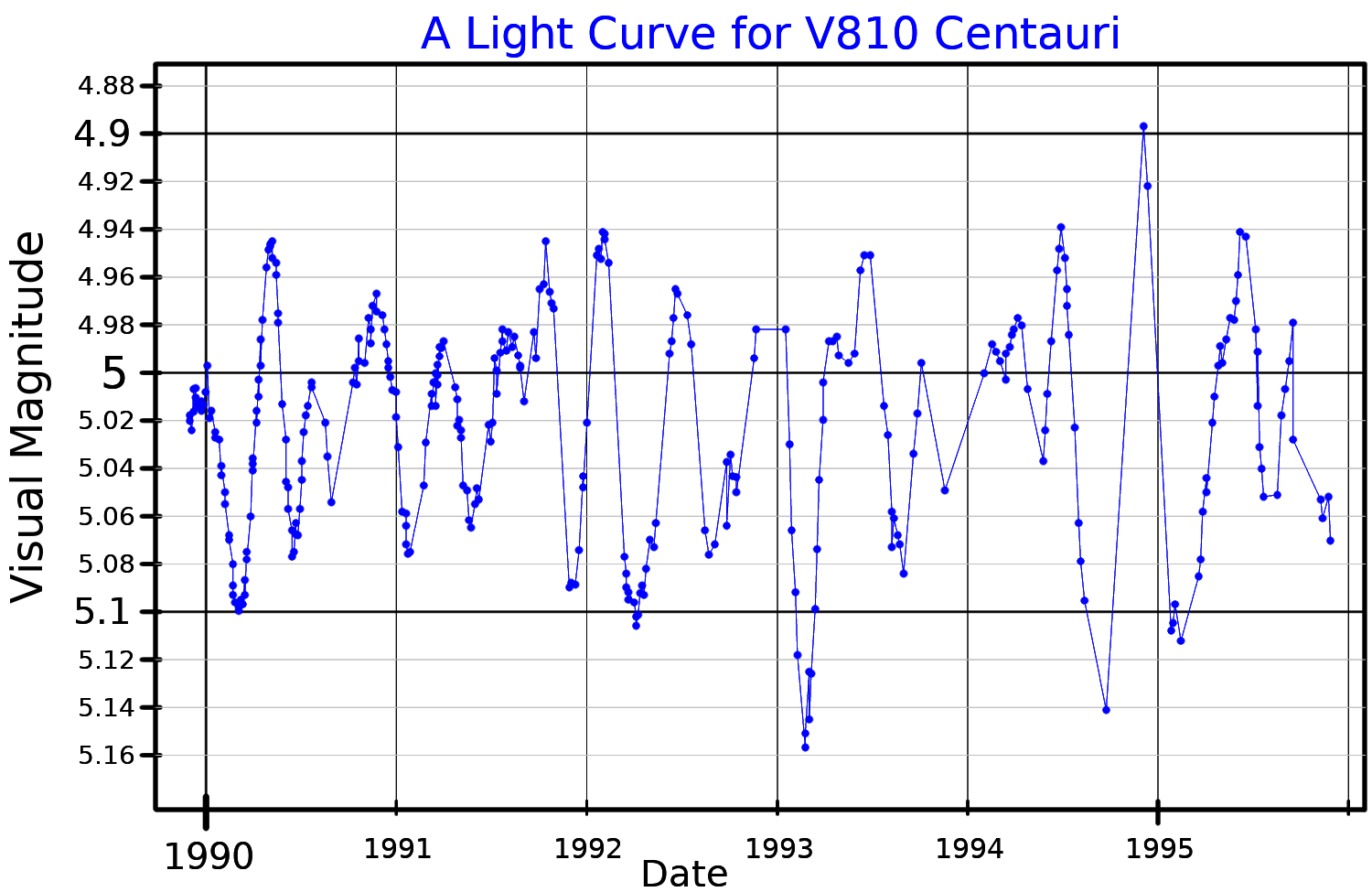
Lichtkromme van V810 Cen, een Cepheïde met meerdere modi.

Een klein deel van Cepheïden zijn geobserveerd met het vertonen van een tweede soort pulseringspatroon, waarbij het eerste patroon het meest wordt gezien. Een heel klein deel pulseert zelfs in drie modi of een andere ongewone combinatie van modi.

## Geschiedenis
Op 10 september 1784 ontdekte Edward Pigott het veranderlijke karakter van de ster Eta Aquilae, wat eigenlijk het eerst ontdekte exemplaar van een klassieke Cepheïde was. Cepheïden zijn  echter niet genoemd naar deze ster, maar naar Delta Cephei. John Goodricke ontdekte de veranderlijkheid van deze ster een paar maanden later. Tegen het einde van de 19e eeuw waren er inmiddels een paar dozijn overeenkomstige sterren gevonden, die men toen de naam Cepheïden gegeven heeft. Deze Cepheïden vertoonden een kenmerkende lichtkromme, met een snelle toename en een hobbel in de grafiek. Ook onderscheidde men toen overeenkomstige sterren, maar met meer symmetrische lichtkrommen,  als de Geminiden. Deze zijn genoemd naar prototype ζ Geminorum.
Een verband tussen de periode en de lichtkracht van klassieke Cepheïden werd aangetoond door Henrietta Leavitt in 1908. Ze deed toentertijd onderzoek naar duizenden veranderlijke sterren in de Magelhaense wolken. In 1912 heeft ze deze ontdekking met verder bewijs gepubliceerd.
In 1913 heeft Ejnar Hertzsprung getracht aan de hand van hun bewegingen aan de hemel, de afstand tot 13 Cepheïden te vinden. Van zijn werk was later wel een revisie nodig. In 1915 gebruikte Harlow Shapley Cepheïden om de eerste beperkingen voor de grootte en structuur van de Melkweg te bepalen, om zo ook de locatie van de Zon hierin te vinden. In 1924 heeft Edwin Hubble de afstand tot klassieke Cepheïden bepaald in het Andromedastelsel, wat toen louter bekend stond als de Andromedanevel, om hiermee aan te tonen dat deze sterren zich niet in de Melkweg bevonden. Met deze bevindingen eindigde Hubble het "Grote Debat", dat ging over de vraag of de Melkweg het gehele universum omvatte, of dat het slechts een enkel sterrenstelsel van velen is.
In 1929 formuleerden Hubble en Milton L. Humason wat nu bekend is als de wet van Hubble. Hiervoor combineerden ze de afstanden van Cepheïden van verschillende sterrenstelsels, met Vesto Slipher zijn metingen van hoe snel deze sterrenstelsels zich van ons verwijderen. Ze ontdekten dat het heelal continu uitdijt (de zogeheten metrische uitdijing van de ruimte). Deze uitdijing was jaren eerder al voorgesteld door wetenschapper Georges Lemaître.
Rond het midden van de 20e eeuw werden belangrijke problemen met astronomische afstandsmetingen opgelost door Cepheïden in verschillende klassen te verdelen, beide met sterk verschillende eigenschappen. Tijdens de jaren veertig van de twintigste eeuw herkende Walter Baade twee afzonderlijke populaties van Cepheïden (klassieke en type II). Klassieke Cepheïden zijn jongere en massievere sterren uit populatie I, terwijl type II oudere en lichtzwakkere populatie II-sterren zijn. Het verband tussen de lichtkracht en de periode is anders voor klassieke Cepheïden dan het is voor type II. De lichtkracht van type II is, gemiddeld genomen, zo'n anderhalve magnitude minder dan die van klassieke (maar nog steeds feller dan dat van RR Lyrae-sterren). Deze belangrijke ontdekking van Baade leidde tot een verdubbeling in afstand tot het Andromedastelsel, en ook voor afstandsnormen buiten ons sterrenstelsel in zijn algemeenheid. RR Lyrae-sterren, die toen bekend stonden als "clusterveranderlijken", werden al vrij snel herkend als een andere soort ster, deels vanwege hun korte periode.
Het achterliggende mechanisme van de pulseringen, het uitzetten door hitte, werd door Arthur Eddington (hij schreef veelvuldig over de dynamiek van Cepheïden) in 1917 voorgesteld. Toch duurde het tot 1953 voordat S.A. Zhevakin geïoniseerd helium identificeerde als de waarschijnlijke oorzaak voor het pulseren.

## Onzekerheden in de met Cepheïden gemeten afstanden
De belangrijkste factoren voor onzekerheden in metingen van klassieke en type II-Cepheïden zijn de aard van de periode-lichtkrachtverhouding in verschillende golflengten, de invloed van het metaalgehalte van de ster, het effect van fotometrische vervuiling en de (doorgaans onbekende) fluïde extinctie van de afstanden. Deze onderwerpen worden stevig bediscussieerd in de vakliteratuur.
Omdat de onderzoeken steeds verschillende waarden blijven opleveren, wordt de hubbleconstante nu ergens begrensd tussen de 60 en 80 km/s/Mpc. Het is een van de grootste lopende vraagstukken in de astronomie om dit getal accuraat te bepalen. Met deze zekerheid zouden eigenschappen van het gehele universum bepaald kunnen worden. Deze onzekerheid is in recente jaren wat minder geworden, deels door ontdekkingen zoals RS Puppis (een van de grootste en meeste lichtsterke klassieke Cepheïden, op 6000 lichtjaar afstand van de Aarde.)
De ster Delta Cephei is van bijzonder belang voor het berekenen van de periode-lichtkrachtrelatie van Cepheïden, aangezien de afstand tot deze ster uiterst nauwkeurig bepaald is. Deels omdat deze tot een sterrenhoop behoort en deels vanwege de beschikbaarheid van de precieze parallaxmetingen met ruimtetelescoop Hubble en Hipparcos. De accuratesse van afstandsbepalingen tot Cepheïden en andere hemellichamen, binnen 7500 lichtjaar, kan flink worden verbeterd door afbeeldingen van de Hubble te combineren, die 6 maanden van elkaar zijn genomen. De Aarde, met de Hubble, ligt dan in tegenovergestelde positie ten opzichte van de Zon.

## Pulsmechanisme
De breed gedragen verklaring voor het pulserende mechanisme van Cepheïden noemt men het kappamechanisme of κ-mechanisme, waarbij de Griekse letter κ (kappa) het gebruikelijke symbool is voor de opaciteit van een gas.
Helium is het gas verantwoordelijk voor de grootste effecten in dit proces. Dubbel geïoniseerd helium (wanneer het heliummolecuul beide elektronen mist) is meer opaak dan helium met een enkel ontbrekend elektron. Hoe warmer helium wordt, des te meer het geïoniseerd raakt. Tijdens het minst lichtsterke punt in de cyclus van een Cepheïde is het geïoniseerde gas in de buitenste lagen van de ster ondoorzichtig. Dat betekent dat er meer straling uit de ster door deze lagen geabsorbeerd zal worden. Hierdoor warmt de materie op, waardoor de ster door hitte gaat uitzetten. Tijdens het uitzetten koelt de materie af, waardoor het minder geïoniseerd raakt en daardoor ook transparanter. De straling kan nu weer makkelijker door de buitenste lagen ontsnappen. Uiteindelijk wint de zwaartekracht van de ster het weer van de stralingsdruk en krimpt de ster weer ineen. Dan begint het proces weer opnieuw. Dit is de cyclus van veranderlijkheid.
In 1879 leerde Arthur Ritter ons dat de adiabatische radiale pulsperiode voor een homogene sfeervorm gerelateerd is aan de oppervlaktezwaartekracht en de straal, volgens de functie:
{\displaystyle T=k\,{\sqrt {\frac {R}{g}}}}
waarbij k een proportionele constante is. Omdat nu duidelijk is dat de oppervlaktezwaartekracht gerelateerd is aan de massa en de straal van de bolvorm volgens de formule:
{\displaystyle g=k'{\sqrt {R^{3}}}M=k''\,{\sqrt {\frac {1}{\rho }}}}
verkrijgt men uiteindelijk:
{\displaystyle T{\sqrt {\rho }}=Q}
waarbij Q de pulsconstante wordt genoemd.
De volgende relatie tussen de periode van een Populatie I-Cepheïde {\displaystyle P} en zijn gemiddelde absolute magnitude {\displaystyle M_{v}} is verkregen uit trigonometrische parallaxen voor 10 nabije Cepheïden met ruimtetelescoop Hubble:
{\displaystyle M_{v}=-2,43\pm 0,12(\log _{10}(P)-1)-(4,05\pm 0,02)\,}
met {\displaystyle P} gemeten in dagen.